# Pinnixa eburna
Pinnixa eburna är en kräftdjursart som beskrevs av H. W. Wells 1928. Pinnixa eburna ingår i släktet Pinnixa och familjen Pinnotheridae. Inga underarter finns listade i Catalogue of Life.